# Pour sa famille
Pour plus de détails, voir Fiche technique et Distribution.
Pour sa famille (The Way of a Woman) est un film muet américain réalisé par Robert Z. Leonard, sorti en 1919.

## Synopsis
Nancy Lee, issue d'une famille pauvre mais aristocratique de Virginie, rejette la demande en mariage d'Anthony Weir, ses parents lui reprochant son statut social. Au lieu de cela, elle épouse le riche New-Yorkais George Trevor, un ivrogne, qui meurt, laissant Nancy sans le sou. Nancy emprunte une grosse somme d'argent au neveu d'Anthony, Douglas, qui est amoureux d'elle. Douglas a en fait détourné l'argent, et lorsqu'il est incapable de le rembourser, Anthony, de retour d'un voyage à l'étranger, accuse Nancy d'avoir "saigné" son neveu et demande à Nancy de rembourser l'argent. Lorsque Nancy vend ses bijoux et ses fourrures, Anthony est convaincu de sa vraie valeur et ils se marient.

## Fiche technique
- Titre original : The Way of a Woman
- Titre français : Pour sa famille
- Réalisation : Robert Z. Leonard
- Scénario : Eugene Walter, d'après la pièce Nancy Lee de Eugene Walter et H. Crownin Wilson
- Photographie : David Abel
- Production : Joseph M. Schenck
- Société de production : Norma Talmadge Film Corporation
- Société de distribution : Select Pictures Corporation
- Pays d'origine :  États-Unis
- Langue originale : anglais
- Format : Noir et blanc  — 35 mm — 1,33:1 — Film muet
- Genre : drame
- Durée : 60 minutes
- Dates de sortie : États-Unis : 27 juillet 1919
- Licence : Domaine public

## Distribution
- Norma Talmadge : Nancy Lee
- Conway Tearle : Anthony Weir
- Gertrude Berkeley : Mme Lee
- Frank DeVernon : M. Lee
- May McAvoy : Grace Lee
- Jobyna Howland : Mollie Wise
- Hassard Short : Johnnie Flinch
- George LeGuere : Douglas Weir
- Stuart Holmes : George Trevor
- William Humphrey : Nathan Caspar